# Неудачіно
Неудачіно (рос. Неудачино) — присілок у Татарському районі Новосибірської області Російської Федерації.
Входить до складу муніципального утворення Неудачінська сільрада. Населення становить 474 особи (2010).

## Історія
Згідно із законом від 2 червня 2004 року органом місцевого самоврядування є Неудачінська сільрада.

## Населення
| 2002 | 2007 | 2010 |
| ---- | ---- | ---- |
| 522  | ↗531 | ↘474 |